# Konur Alp
Konur Alp (en arabe : كونور آلپ), né vers le milieu du XIIIe siècle et mort vers 1328 à Düzce. Il est l'un des lieutenants les plus proches d'Osman Ier, le fondateur de l'Empire ottoman.

## Biographie
| \| 0Düzce Mudurnu 0Geyve Pamukova Gerede Mengen \| Localisation des conquêtes de Konur Alp. |
| 0Düzce Mudurnu 0Geyve Pamukova Gerede Mengen                                                |

Avant de devenir le chef de la tribu Kayı, Osman Gâzi a participé à de nombreuses campagnes. Dans toutes ses batailles et campagnes, certains l'accompagnaient, ses amis proches. Ils allaient tous à différentes campagnes et expéditions.
Konur Alp était également l'un d'entre eux comme Turgut Alp, Akça Koca, Samsa Çavuş, Abdurrahman Gâzi, Boran Alp et Aykut Alp. Ce dernier est l'un des anciens gouverneurs ottomans, a été nommé gouverneur d'İnönü en 1301. Aykut Alp, qui a longtemps servi l'Empire ottoman, est mort après avoir été assassiné.
Après être devenu le chef de la tribu Kayı, tous ces amis proches étaient ses commandants les plus fiables.
Ces commandants mènent de nombreux batailles qui ont mis l'Empire ottoman à s'établir. Puis le monde entier a vu un jour où Osman est devenu le premier grand sultan de l'Empire ottoman.
Konur Alp est l'un des premiers commandants turcs à servir dans la création de l'Empire ottoman. Konur signifie un brun dans la langue folklorique, une couleur châtain clair.
Quand Osman a commencé à lutter contre les Byzantins depuis 1290, Konur Alp était également présent avec ses amis d'armes comme Akça Koca, Samsa Çavuş, Aykut Alp et Abdurrahman Gâzi. Orhan Gâzi a envoyé Konur Alp à la capture de la région vers la mer Noire, alors qu'il reprenait l'administration militaire quant son père était malade.
Konur Alp a conquis le bassin d'Akyazı, Mudurnu et Melen Çayı en 1321 qui porte son nom. Il a emmené Aydos avec Abdurrahman Gâzi. Il fait preuve d'un grand héroïsme lors de la conquête de Bursa (1326) et décède quelques années plus tard. Après la mort de Konur Alp, les places sous son administration ont été regroupées et données à l'ordre de Mourad Ier.
On ne sait pas exactement où se trouve le tombeau de Konur Alp, mais on estime qu'il se trouve sur les côtés de Düzce.
Il a une tombe honorifique dans le cimetière d'Ertuğrul à Söğüt.

## Commémorations et évocations

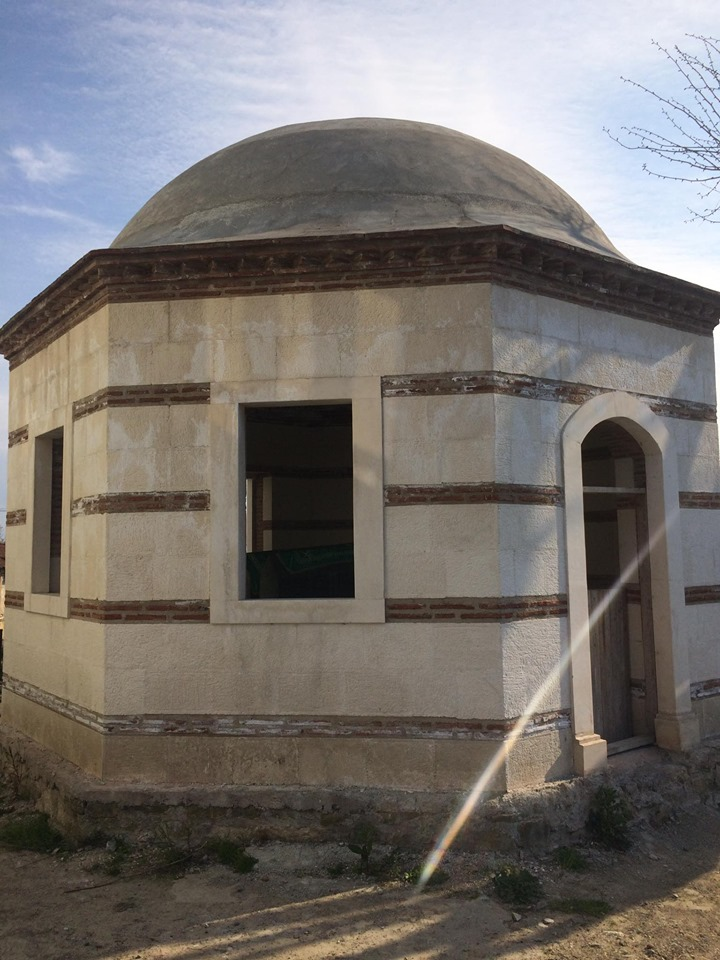
Tombeau de Konur Alp à Düzce.

Le quartier Konuralp de Düzce porte son nom. En outre, il est connu que le quartier Hendek d'Adapazarı a également été appelé Konuralp pendant un certain temps, et toute la vallée de Melen Çayı a été appelée Konuralp Eli (dans certaines sources, Konrapa).
Le musée Konuralp porte son nom.

### Konur Alp dans la culture populaire
La série télévisée turque Kuruluş: Osman, qui relate la vie d'Osman Gâzi depuis 2019, il est interprété par Eren Vurdem.